# Josep Vicent Boira i Maiques
Josep Vicent Boira i Maiques (Canyamelar, València, 1963) és un novel·lista, geògraf i professor valencià. Ha estat Secretari Autonòmic d'Habitatge, Obres Públiques i Vertebració del Territori de la Generalitat Valenciana (2015-2018) en el primer govern del Botànic i actualment és el coordinador del Comissionat del Govern espanyol per al desenvolupament del Corredor mediterrani depenent del Ministeri de Foment.

## Biografia
Es llicencià en Geografia i Història el 1985 i ha estat professor des del 1994. A hores d'ara és professor titular de geografia urbana de la Universitat de València. Durant l'any 2003 i 2004 va dirigir la Càtedra Ignasi Villalonga de l'Institut Ignasi Villalonga d'Economia i Empresa. L'any 2004 va descobrir a París els plànols del Palau Real de València. Ha estat ponent en congressos sobre protecció del medi ambient i participació ciutadana i processos de planificació urbana i és autor de més d'una trentena d'articles científics sobre el tema de la percepció i l'espai urbà, literatura i geografia, el binomi planificació urbana i rehabilitació de centres històrics, el port de València i l'economia i els processos territorials en les regions de l'arc mediterrani. Ha guanyat el premi Joan Fuster d'assaig dels premis Octubre el 2002 i el premi Ramon Trias Fargas d'assaig el 2009 amb l'obra La Commonwealth catalanovalenciana: la formació de l'eix mediterrani al segle XX. És director acadèmic de la revista Nexe, editada per l'Associació Cívica Valenciana Tirant lo Blanc.
Al 2015, amb el canvi de govern a la Generalitat Valenciana liderat pel socialista Ximo Puig en l'anomenat govern del Botànic, Boira ocupa la Secretaria Autonòmica d'Habitatge, Obres Públiques i Vertebració del Territori a proposta de Compromís dins de la conselleria del mateix nom que encapçalava la consellera del PSPV-PSOE Maria José Salvador. El juliol de 2018 deixa el càrrec per ser nomenat pel ministre de Foment, José Luis Ábalos, coordinador del Comissionat per al desenvolupament del Corredor Mediterrani en ADIF.

## Obres
- La comarca de l'Horta. Area Metropolitana de València (1988)
- Introducción al Estudio de la Percepción Espacial (1991)
- El Grau de València. La construcció d'un espai urbà (1994)
- Geografia del País Valencià (1995)
- Arquitectura i control del territori: la defensa del litoral de la Marina Alta al segle XVI (1996)
- Euram 2010. La via europea (2002) assaig sobre la necessitat d'adoptar una nova perspectiva econòmica, geogràfica i fins i tot empresarial per a fer front als reptes del segle XXI. El País Valencià, Catalunya i les Illes Balears, amb les prolongacions cap a Andorra i la Catalunya del Nord i també cap Aragó i el Llenguadoc, conformen una realitat geoeconòmica i territorial de primera magnitud.
- Les euroregions (2004)
- La Commonwealth catalanovalenciana: la formació de l'eix mediterrani al segle XX (2010)
- Valencia. La ciudad (2011)
- La tormenta perfecta (2012)
- Roma i nosaltres: la presència de valencians, balears, catalans i aragonesos a la Ciutat Eterna (2020)